# 1T4T
1T4T – miniaturowa lampa elektronowa (pentoda regulacyjna) o cokole heptalowym, bezpośredniego żarzenia  stosowana  powszechnie w bateryjnych odbiornikach radiowych jako wzmacniacz napięciowy wielkiej  częstotliwości. Lampa ta produkowana była od końca lat 40. XX w. przez węgierski Tungsram, a później także w Polsce przez ZWLE (Telam). Stanowiła oszczędnościową wersję amerykańskiej 1T4 (mniejszy prąd żarzenia). Ścisłym  odpowiednikiem lampy 1T4T jest lampa 1F33 produkcji firmy Tesla.

## Dane techniczne
Żarzenie:
- napięcie żarzenia  1,4 V
- prąd żarzenia   25 mA

| Parametr                        | Wartość           |
| ------------------------------- | ----------------- |
| napięcie anodowe                | 90 V              |
| prąd anodowy                    | 3,4 mA            |
| nachylenie charakterystyki (Sa) | 0,875 - 0,01 mA/V |
| rezystancja wewnętrzna ρa       | 250 kΩ            |
| napięcie siatki pierwszej       | od 0 do -16 V     |
| napięcie siatki drugiej         | 67,5 V            |

| Parametr               | Wartość |
| ---------------------- | ------- |
| napięcie anodowe       | 90 V    |
| moc tracona na anodzie | 0,7 W   |